# ابن داود الصيرفي
ابن داود الصيرفي (819 - 900 هـ = 1417- 1495 م) هو علي بن داود بن إبراهيم، نور الدين الجوهري، المعروف بابن الصيرفي، ويقال له ابن داود: مؤرخ مصري، من الحنفية. مولده ووفاته بالقاهرة. تولى الخطابة بجامع الظاهر، ثم ناب في القضاء سنة 871 وأبعد عنه فعاد إلى صناعة أبيه، يتكسب بسوق الجوهريين. ونسخ كتبا للبيع.
وقد درس ابن الصيرفي على ثلاثة من مشاهير العلماء في وقته وهم ابن حجر وأبو زكريا الأقصرائى وابن سليمان الكافيجي. وكان ابن حجر يعطف على تلميذه ابن الصيرفي ويهتم به، وكوفئ ابن الصيرفي على اهتمام ابن حجر بهجوم السخاوى عليه، وقد كان السخاوى زميلاً لابن الصيرفي في التتلمذ على ابن حجر وقد ترجم السخاوى لرفيقه ابن الصيرفي في الضوء اللامع في سطور امتلأت بالكراهية والنقد على عادة السخاوى في تجريح معاصريه ومنافسيه.
وصنف تاريخا سماه «نزهة النفوس والابدان في تواريخ الزمان»، وقد انتقده ابن إياس وقال فيه: «يكتب التايخ مجازفة لا عن قائل» وتاريخ (نزهة النفوس الأبدان في تاريخ الزمان) سار فيه الصيرفى على الطريقة المتبعة في تغطية حوادث التاريخ منذ البداية إلى وقت عصر المؤلف. وقد نقل عن العينى والمقريزى دون أن يضيف.
وله أيضا في التاريخ «إنباء الهصر بأنباء العصر» نهج فيه نهج أستاذه ابن حجر حتى في طريقة العنوان في كتاب ابن حجر الشهير (إنباء الغمر بأبناء العمر)، والصيرفى يؤرخ فيه للاحداث المصرية التي عايشها من 873 حتي 886 هـ، وفي ذلك الكتاب أرخ فترة حكم السلطان قايتباي التي كان قاضيا في عصره ويظهر في الكتاب نفاقه الواضح لقايتباي ونبذ كل التهم الموجهة عنه من المؤرخين المعاصرين كالصادرة من أستاذه ابن تغري بردي.